# Projekt 18280
Projekt 18280, jinak též třída Jurij Ivanov, je třída zpravodajských lodí ruského námořnictva. Celkem byla objednána stavba čtyř jednotek této třídy, které mají do služby vstoupit v letech 2015–2020. Hlavním úkolem plavidel je provádění radiotechnického průzkumu a odposlechu komunikace.

## Stavba
Celkem je plánována stavba čtyř jednotek této třídy. Plavidla navrhla konstrukční kancelář CKB Aisberg, přičemž jejich stavbu provádí loděnice Severnaja Verf v Sankt Petěrburgu. Prototypová jednotka Jurij Ivanov byla stavěna od roku 2003, přičemž do služby byla zařazena 30. prosince 2014.
Jednotky projektu 18280:
| Jméno        | Založení kýlu      | Spuštěna        | Vstup do služby   | Status  |
| ------------ | ------------------ | --------------- | ----------------- | ------- |
| Jurij Ivanov | 27. prosince 2004  | 30. září 2013   | 30. prosince 2014 | aktivní |
| Ivan Churs   | 14. listopadu 2013 | 16. května 2017 | 25. června 2018   | aktivní |

## Konstrukce
Plavidla nesou navigační radar MR-231-3 a jsou vybavena zpravodajským komplexem P-709. Výzbroj tvoří dva 14,5mm kulomety MTPU a šest přenosných protiletadlových raketových kompletů se zásobou 32 střel Igla. Pohonný systém tvoří dva diesely 5DRA, každý o výkonu 2720 hp, roztáčející dva lodní šrouby s pevnými lopatkami. Nejvyšší rychlost dosahuje 16 uzlů. Dosah je 8000 námořních mil.